# Conus corallinus
Conus corallinus е вид охлюв от семейство Conidae. Видът не е застрашен от изчезване.

## Разпространение
Разпространен е в Индонезия (Малуку и Папуа), Нова Каледония, Папуа Нова Гвинея, Провинции в КНР, Соломонови острови, Тайван и Филипини.